# 阿尔卡尼伊塞斯
阿尔卡尼伊塞斯，是西班牙卡斯蒂利亚-莱昂萨莫拉省的一个市镇。 总面积55平方公里，总人口1194人（2001年），人口密度22人/平方公里。